# غلام کویتی‌پور
غلامعلی کویتی‌پور (زادهٔ ۱ اردیبهشت ۱۳۳۷) مداح و خواننده قطعات حماسی و مذهبی است. وی فعالیت هنری را از سال ۱۳۵۷ آغاز کرد. کویتی‌پور از مداحان زمان جنگ ایران و عراق بود که از نوحه‌های او می‌توان به یاران چه غریبانه، چنگ دل و ممد نبودی ببینی اشاره کرد.

## زندگی و فعالیت‌ها
غلامعلی کویتی‌پور در سال ۱۳۳۷ در خرمشهر زاده شد. پدرش خرمشهری و مادرش اهل آبادان بود. از سال اول راهنمائی وارد رشته موسیقی شد و به خاطر صدایش از طرف دبیرستان به پیشاهنگی معرفی شد. برادر بزرگتر او مشوق وی در موسیقی بوده‌است. در سال ۱۳۵۶ به خوانندگی مذهبی روی آورد و در ایام محرم در مراسم عزاداری می‌خواند.
کویتی‌پور در سال ۱۳۶۶ ازدواج کرد. وی در این‌باره می‌گوید:
پس از صحبت‌های اولیه قرار شد خطبه عقدمان را امام بخواند ولی این مستلزم ماه‌ها و شاید سالها انتظار بود. تا اینکه در یک مراسم که داماد امام شرکت داشتند من این موضوع را مطرح کردم و وی به نوعی سبب خیر شد تا ما خدمت امام رسیدیم. خطبه عقد با مهریه ۵۰ هزار تومان در فضای معنوی خوانده شد. یادم هست که سید احمد آقا وکیل داماد بودند و امام هم وکیل عروس. آنجا آقای انصاری به امام گفتند آقای کویتی پور از حماسه سراهای جبهه‌ها هستند. امام که سرشان پایین بود به بنده نگاهی کردند و گفتند: خدا شما را حفظ کند.
کویتی‌پور از مداحان زمان جنگ ایران و عراق بود. از نوحه‌های آن زمان می‌توان به «غریبانه»، «چنگ دل» و «دل پریشانم» اشاره کرد. نوحه «عمّه بابایم کجاست» که نخستین بار به مداحی حسین فخری در اوایل دهه ی شصت خوانده شد، به اشتباه به نام کویتی پور در اذهان جا افتاد و همچنین نوحه حماسی و  معروف «ممد نبودی ببینی» را که به یاد محمد جهان آرا مناسبت آزادسازی خرمشهر، میباشد نیز از آثار حسین فخری میباشد.
او خود را نه مداح بلکه حماسه خوان می‌داند.

## آثار
کویتی‌پور علاوه بر خواندن تعداد زیادی نوحه و اشعار مذهبی و حماسی از جمله خوانندگانی است که در تولید و انتشار آثاری به قصد عزاداری محرم فعال بوده‌است.
وی آلبوم‌هایی به نام‌های «غریبانه» و «غریبانه۲» و «خاموش» را ارائه کرده‌است. آلبوم «غریبانه۲» بدون هماهنگی او تنظیم و پخش شد و بعد از مدتی از بازار جمع‌آوری شد. به گفته کویتی‌پور او برای آلبوم «غریبانه ۲» قراردادی نداشت و تنها دو قطعه از این آلبوم با صدای او بود. مجید رضازاده آهنگساز و تنظیم‌کننده آلبوم‌های غریبانه و غریبانه ۲، این دو آلبوم را بخشی از یک مجموعه ۱۷ قطعه‌ای صوتی ویژه محرم می‌داند که در قالب دو آلبوم "غریبانه ۱ و ۲" و با خوانندگی غلام کویتی‌پور منتشر شده‌است.
- از نوحه‌های کویتی پور می‌توان به موارد زیر اشاره کرد:

1. عمه بابایم کجاست
2. به کربلا آب روان قیمت جان شد
3. الا یا ایها الساقی
4. بر لب دریا لب دریا دلان خشکیده‌است
5. دوست دارم کز غمِ جانسوز عاشورا بمیرم
6. عمه جان اینجا کجاست
7. ممد نبودی ببینی
8. نمیشه به عقب برگشت

### آلبوم غریبانه
غریبانه، عنوان آلبوم موسیقی است با صدای غلام کویتی‌پور و آهنگسازی مجید رضازاده، که در سال ۱۳۸۲ انتشار یافت.
این آلبوم شامل ۸ ترانه‌است:
1. اسم اعظم
2. سنگ می‌بارد
3. غرق به خون
4. ملکوت
5. یاران چه غریبانه
6. رخصت دیدار
7. چنگ دل
8. گفتم کجا

#### حاشیه‌ها
مجید رضازاده، آهنگساز و تنظیم‌کننده آلبوم در خصوص همکاری با کویتی‌پور در این آلبوم گفته‌است:
این مجموعه صوتی در ابتدای امر دارای ۱۷ قطعه بود، که بعدها در قالب دو آلبوم "غریبانه ۱ و ۲" با خوانندگی غلام کویتی‌پور منتشر شد. متأسفانه تا آن سال‌ها فقط نسل دوم انقلاب بود که به میزان کمی با صدای کویتی‌پور آن هم در حد شنیدن چند نوحه و دو یا سه قطعه موسیقی آشنا بود. از این نظر ما تلاش کردیم تا با ساخت این دو مجموعه صوتی مخاطبان را بیشتر با صدای این مداح آشنا کنیم. صدایی که انصافاً روی موسیقی کار به خوبی نشست و با استقبال خوبی از سوی مخاطبان مواجه شد. البته بماند که در این بین زحمت گروه تولید آلبوم، آهنگساز و نوازنده آنچنان که باید دیده نشد و به واسطه صدای کویتی پور که تا آن سالها به عنوان مداح اهل بیت شناخته شد هیچ‌کدام از ما دیده نشدیم.

### آلبوم خاموش
خاموش عنوان آلبوم موسیقی است با صدای غلام کویتی‌پور و آهنگسازی فرزین قره گزلو که در سال ۱۳۸۸ انتشار یافت. فهرست ترانه‌ها:
1. ردپا
2. عاشورا
3. خاموش
4. یادباد
5. برادر جان
6. غریبانه
7. موج
8. بی کلام
9. بی کلام

### موسیقی
حیف دیگه ورق برگشت، دیگه نمیشه به عقب برگشت
این آشی بود که خودمون پختیم، ولی هیچ خوب نشد اصلاً مزش
کویتی‌پور یک قطعه نوحه موسیقی  هم‌زمان با محرم ۱۴۰۲ منتشر کرده که در قسمتی از آن می‌خواند: «حاجی اینجا دارن همه جوونا رو می‌درن، تو صورت ناموسمم بی‌رحمانه میزنن، قسم به خدا و این خاک پاره‌پاره، اینجا دیگه جایی واسه دلخوشی نداره».